# Cheiroplatea pumicicola
Cheiroplatea pumicicola is een tienpotigensoort uit de familie van de Pylochelidae. De wetenschappelijke naam van de soort is voor het eerst geldig gepubliceerd in 1987 door Forest.